# Clades Lolliana
La clades Lolliana, «desastre de Lolio», fue un enfrentamiento militar librado en el año 16 a. C. entre el Imperio romano y las tribus germánicas de los sicambrios, usípetes y téncteros en algún punto a las orillas del Rin. Se le ha comparado con el desastre de Publio Quintilio Varo. Aunque se lo considera más humillante que grave en comparación.

## Historia
Tras haber secuestrado y crucificado a algunos romanos bajo el liderazgo del sicambrio Melo, estos pueblos habían cruzado el río y saqueado la Galia Bélgica y Germania Superior, provocando la respuesta de la caballería romana, pero cuando ésta fue a buscarlos, la emboscaron y forzaron a huir. Durante la persecución cayeron inesperadamente sobre las tropas del gobernador de la Bélgica, el legado Marco Lolio, venciéndolo, de forma humillante, hasta el punto de que se perdió el águila de la legión V Alaudae.
El emperador Augusto fue a la Galia para calmar la situación, pero los germanos, al saber que venía, volvieron a sus tierras, firmaron la paz y devolvieron a los rehenes. El monarca pasó un año organizando la región, lo que justificaría las campañas que lanzaría Nerón Claudio Druso contra los germanos.